# Football Club Wettingen
Maillots
Le FC Wettingen est un club de football de la ville de Wettingen dans le canton d'Argovie en Suisse, fondé en 1931.

## Histoire

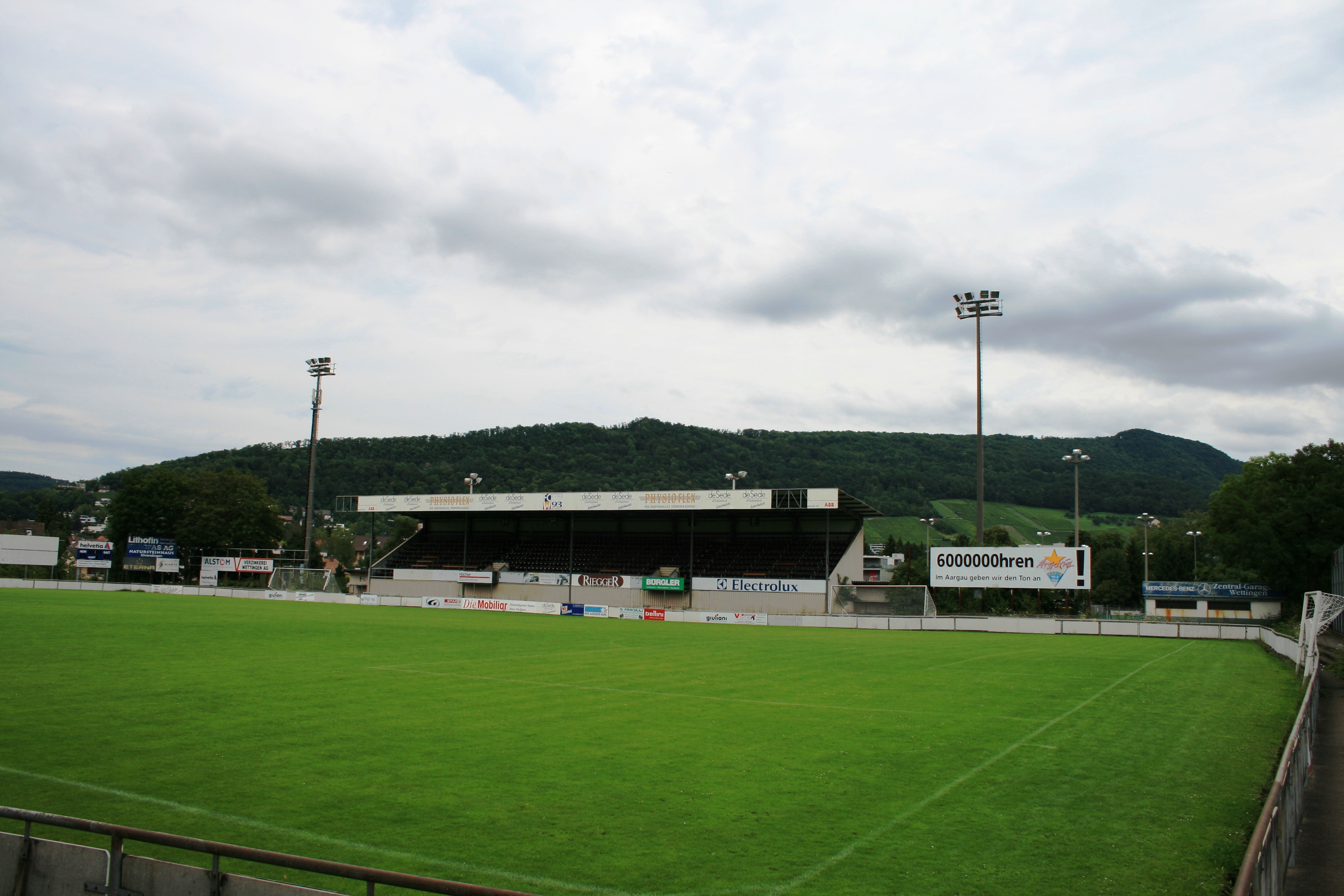
Stade Altenburg

Le FC Wettingen a passé les premières décennies de son existence dans les échelons inférieurs des ligues suisses, jusqu'à ce que finalement, en 1969, il atteignit la Ligue nationale B. La saison suivante, le FC Wettingen a été promu et lors de la saison 1970-71, a joué en Ligue nationale A. Toutefois, en raison de sa mauvaise saison (15 points en 26 matchs), le FC Wettingen fut relégué en finissant 13e sur 14. Le club passe les années suivantes dans les ligues inférieures du football suisse jusqu'à ce qu'il fasse un retour au haut niveau pour la saison 1982-83 où le club demeura jusqu'à sa relégation lors de la saison 1986-87.
La saison 1988-89 a été la plus prolifique pour le club, où il a terminé quatrième du championnat de Ligue nationale A synonyme de qualification pour la Coupe de l'UEFA (voir ci-dessous). En 1991-1992, le club a été relégué de la Ligue nationale A suisse pour la troisième fois. Après la saison 1992-1993, le club a fait faillite pour des raisons financières et a créé le nouveau nom de FC Wettingen 93 en 5e ligue.
Le FC Wettingen évolue sur le terrain du stade Altenburg (photo).

## Le FC Wettingen en championnat (D1)
- Saison 1982-1983 : 10e
- Saison 1983-1984 : 13e
- Saison 1984-1985 : 11e
- Saison 1985-1986 : 12e

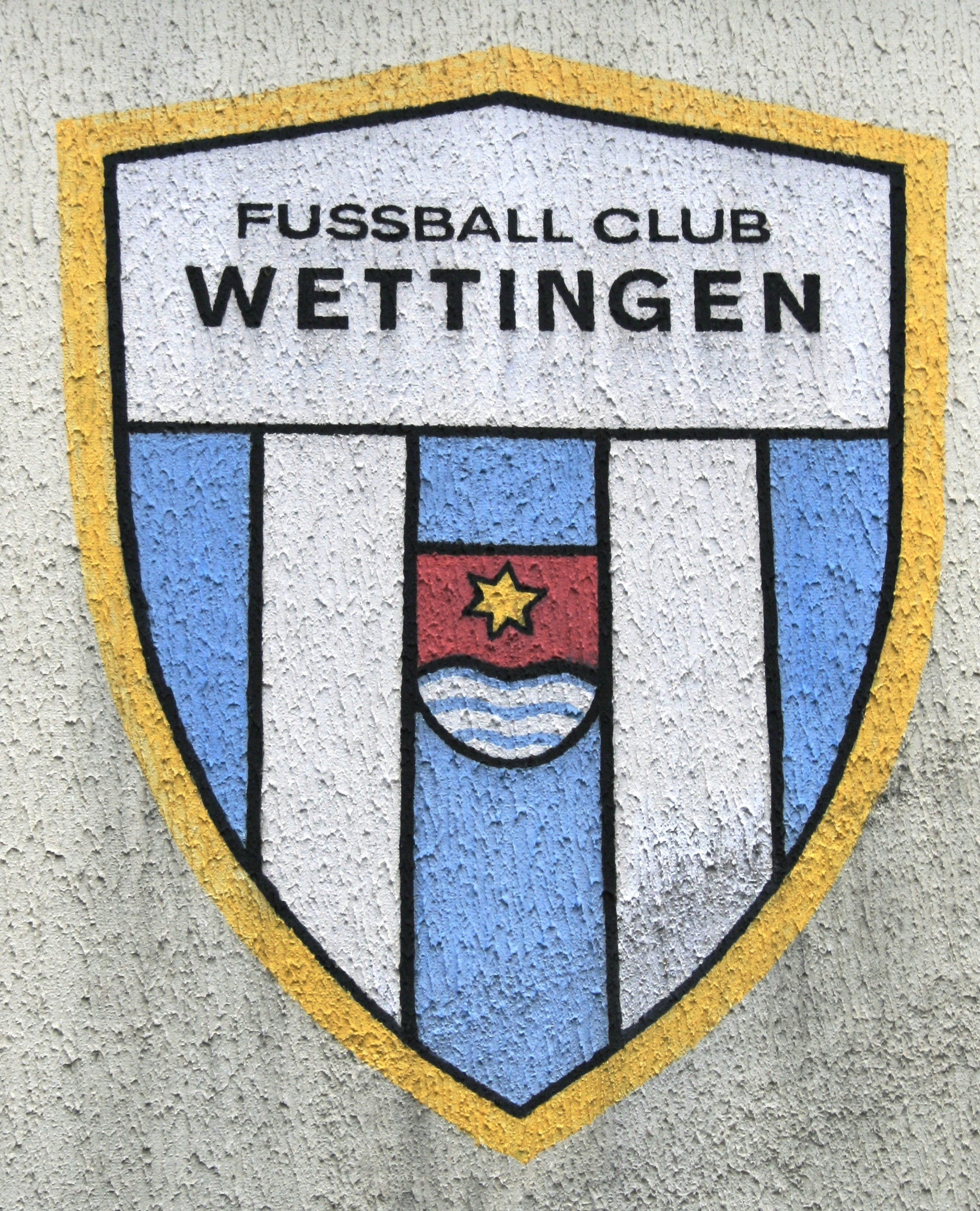
L'ancien logo

- Saison 1986-1987 : 14e, relégué en Ligue nationale B (D2)
- Saison 1988-1989 : 4e
- Saison 1989-1990 : 10e
- Saison 1990-1991 : 12e
- Saison 1991-1992 : 12e, relégué en Ligue nationale B (D2).

## Le FC Wettingen en Coupe d'Europe
| Saison    | Compétition | Tour | Pays       | Club     | Résultats |
| --------- | ----------- | ---- | ---------- | -------- | --------- |
| 1989-1990 | Coupe UEFA  | 1    | Dundalk FC | 3:0, 2:0 |           |
|           |             | 2    | SSC Naples | 0:0, 1:2 |           |